# SAP HANA Enterprise Cloud
SAP HANA Enterprise Cloud（エスエイピー・ハナ・エンタープライズ・クラウド）は、ドイツのソフトウェア大手SAP社が提供する基幹系システム用プライベートクラウドサービスである。

## 特徴
SAP HANA Enterprise Cloudは、SAP社のSAP Business Suite製品群を運用するために特化したPaaS型クラウドサービスであり、24時間365日の運用が求められるいわゆるミッションクリティカルシステムを稼働させるためのプライベートマネージドクラウド環境である。 特徴は、同社の専用データセンターで稼働するインメモリデータベース「SAP HANA」を標準プラットフォームとして、SAP Business SuiteのラインナップであるERPやCRM、ビジネスインテリジェンスツールであるNetWeaver Business Warehouseなどのアプリケーションを利用できる。
OSは主にSUSE Linuxで稼働する。IaaSサーバーの場合はWindowsにも対応する。データベースにはSAP HANAのほか、SAP ASEも使用できる。 クラウド内は顧客ごとに仮想ネットワーク、ストレージ、サーバが用意されており、計画保守Windowも顧客別に設定することが出来る仮想プライベートクラウドになっている。
SAPの他のPaaS型クラウドサービスとして SAP Cloud Platform も提供されているが、SAP HANA Enterprise CloudがSAP製品をベースとした基幹システムの運用に特化しているのに対して、SAP Cloud PlatformはクラウドネイティブのWebやモバイルアプリケーション開発プラットフォームであり、用途は全く異なる。 日本国内ではロッテ、三井情報、サンデン、アイシン・エィ・ダブリュ、加賀電子などの企業がSAP製品の運用環境やサービス提供基盤として採用している。

## 協業・パートナーシップ
2014年10月14日にはSAPと米IBMがクラウド分野での協業を発表し、SAP HANA Enterprise Cloudを米IBMのデータセンターから利用できるようになった。2017年5月16日には「SAP HANA Enterprise Cloud on AWS」が、2017年11月27日には「SAP HANA Enterprise Cloud on Microsoft Azure」が発表された。